# Alex Kempkens
Alex Kempkens (de son vrai nom Alexander Kempkens), né le 24 septembre 1942 à Linz am Rhein, est un photographe et reporter-photographe allemand, également artiste plasticien en art numérique. Il écrit aussi des articles sur le thème de l'art numérique et organise des expositions. Kempkens est autodidacte.

## Biographie

### Unkel am Rhein et Düsseldorf
Alex Kempkens passe les premières années de son enfance, pendant la Seconde Guerre mondiale, à Scheuren, commune d'Unkel, puis, à partir de 1947, à Gerresheim, quartier de Düsseldorf. Il a son premier appareil-photo en 1951. À 14 ans, il entre en apprentissage comme électricien haute tension aux usines Mannesmannröhren dans le quartier de Rath (Düsseldorf). C'est alors qu'il commence, pendant ses loisirs, à prendre des photos avec un appareil de marque Voigtländer que sa mère lui a offert. Il suit un cours de labo photo à l'université populaire et se procure les équipements nécessaires. À partir de 1962, ses photos sont exposées au salon photokina dans le cadre du concours allemand de jeunes photographes.
Parallèlement à son apprentissage, il suit des cours du soir pour passer son baccalauréat, mais abandonne en cours de route pour entamer en octobre 1966 un volontariat de deux ans comme reporter-photographe auprès de Jürgen Retzlaff, au journal Düsseldorfer Nachrichten. Dans sa deuxième année de volontariat, il travaille à la rédaction locale de Neuss.
À partir de 1965, Kempkens se rend régulièrement à Prague, où il est accueilli par des amis tchèques férus d'escalade qu'il avait rencontrés en 1964 dans les Tatras. En 1967, il réalise à Prague un photoreportage sur la parade du 1er mai. Au lieu de montrer des tanks et des soldats en train de défiler, ses photos mettent en scène de jeunes soldats jouant du blues et se promenant avec leurs petites amies le long de la parade. C'est le printemps et l'on voit les jeunes soldats vivre déjà le Printemps de Prague. Une de ses photos est publiée après son retour dans les Düsseldorfer Nachrichten.
En août 1968, il se rend au Biafra avec Joachim Raffelberg, lui aussi volontaire aux Düsseldorfer Nachrichten. Leur reportage sur la guerre du Biafra est remarqué bien au-delà de la région. Cinq des photos de ce reportage sont publiées le 2 septembre 1968 en double page du magazine Der Spiegel, sous le titre « Ein Volk stirbt » (fr: Un peuple meurt),.

### Munich
En novembre 1968, Kempkens s'installe à Munich, où il entre le 1er décembre comme photojournaliste à la Deutsche Presse-Agentur (dpa). En janvier 1970, il rejoint le journal tz, nouvellement fondé,. À partir de l'automne 1971, il travaille comme photojournaliste indépendant à Munich. En été 1972, Kempkens est assistant auprès du photographe publicitaire Jan Keetman, puis travaille ensuite lui-même comme photographe publicitaire.
Ses activités s'élargissent encore en 1973 à la photographie d'architecture, puis au printemps 1975 à la photographie endoscopique appliquée aux maquettes architecturales. Ses photos endoscopiques de la maquette du nouveau bâtiment du Bundestag réalisé à Bonn par le cabinet d'architectes Behnisch & Partner paraissent en 1976 dans la Süddeutsche Zeitung, illustrant l'article de la critique d'art du journal, Doris Schmidt, sur le projet de construction. Dans la légende des photos, l'auteur de l'article relève que c'est la première fois qu'un journal en Allemagne publie des photos endoscopiques d'une maquette architecturale. Ces photos seront d'ailleurs publiées par la suite à plusieurs reprises. Ses photos endoscopiques prises lors de la planification du réaménagement de la Königsplatz à Munich ont notamment donné lieu à des articles sur son œuvre dans P.M. Magazin.
Il utilise aussi la photographie endoscopique dans le domaine de la publicité et pour des expérimentations libres. Il expose ses photos endoscopiques en janvier 1980 à Munich. Puis il publie à nouveau des articles dans des magazines allemands, comme par ex. dans le ZEITmagazin. Jürgen G. Gumprich écrit dans le magazine ProfiFoto : « C'est bien à Alex Kempkens que l'on doit que la technique de l'endoscopie, généralement réputée relever du domaine de la médecine, a acquis en Allemagne ses lettres de noblesse ». Gumbricht se réfère ici aux publications de Kempkens dans presque tous les magazines allemands de photographie, tels que Color Foto, Foto Revue et Nikon-News für Amateur- und Berufsfotografen.

#### De l'analogique au numérique
En 1982 Kempkens photographie avec l'endoscope pour P.M. Magazin un écran d'ordinateur dans lequel a été montée une photo d'Albert Einstein manipulée à l'aide d'un logiciel de traitement d'images. Le montage des deux photos paraît en page de titre du numéro Computerheft ’82 de P.M. Magazin. Après la publication, il contacte la rédaction et obtient les informations dont il a besoin pour acquérir, en décembre 1982, son premier ordinateur, un PDP11/24+ de marque DEC.
Dès l'automne 1982, il expérimente sur un logiciel de traitement d'images. En mai 1983, des images issues de ses expérimentations sont pour la première fois publiées dans le magazine Photo Revue. Ses premières images numériques sont utilisées par la société DEC pour sa carte d'invitation au salon systems-83 à Munich,. Ces images sont publiées en janvier 1984 dans le magazine CHIP. Dans l'article De l'image au processus, l'auteur fait remarquer : 

« Il faut l'œil d'un artiste pour découvrir non seulement l'utilité pratique, mais aussi l'intérêt esthétique de cette technique de traitement de l'image. […] Il en résulte des images en couleur mêlant la réalité à l'irrationnel, qui peuvent caractériser toute une époque. »

L'auteur de l'article prédisait que dans quelques années, les images numériques, employées jusqu'alors presque exclusivement dans divers domaines industriels, médicaux et scientifiques, prendraient une place à part entière non seulement en infographie, mais aussi dans l'art numérique. Le numéro de la revue CHIP portait en couverture une publicité pour le Commodore 64.
La première exposition consacrée exclusivement à ses expérimentations se tient en janvier 1984 à la Galerie Kunstlicht, à Munich, sous le titre Photos numériques couleur. À l'occasion de cette exposition, la revue Form publie dans son premier numéro de 1984 un reportage de quatre pages sur Kempkens et ses photos numériques artistiques et publicitaires. Dans l'introduction à l'article, on peut lire : « C'est là le côté classique de l'infographie : ce sont des images informatiques typiques, ces exemples - en quelque sorte : l'artiste s'amuse avec l'ordinateur ». En disant que l'artiste « s'amuse », la rédaction fait allusion à l'appréhension alors encore très répandue envers les ordinateurs – même dans les métiers des arts graphiques.
Lors de sa visite de l'exposition, l'artiste photographe Klaus von Gaffron rencontre Kempkens et lui recommande de poser sa candidature d'adhésion à l'Association professionnelle des artistes plasticiens (BBK) de Munich et de Haute-Bavière. Kempkens suit son conseil et y est admis. En décembre 1985, il présente des portraits-photos numériques à l'exposition Fotografie Porträt, qui se tient à la Galerie der Künstler de la BBK.

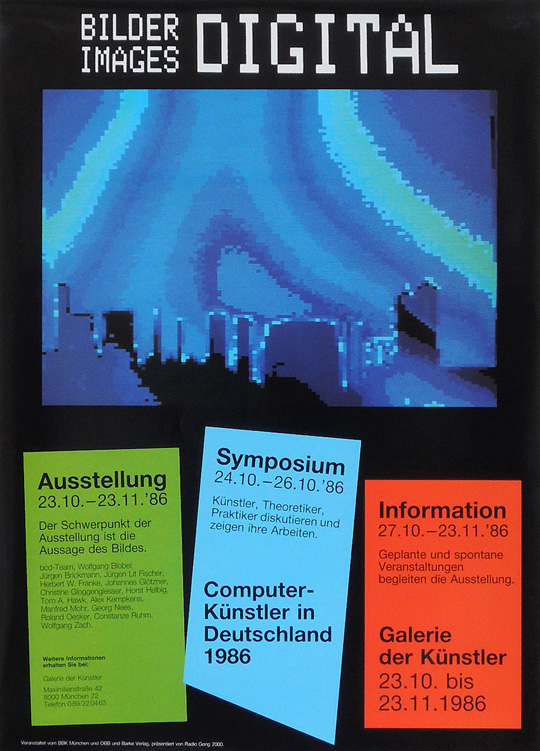
Affiche de l'exposition Bilder Images Digital 1986 à la Galerie der Künstler, à Munich ; photo numérique d'Alex Kempkens Landscape 1

Début 1985, Kempkens propose à la Commission des expositions de la BBK de réaliser à la Galerie der Künstler une exposition collective d'art numérique. Son projet est accepté à l'automne 1985 et l'exposition Bilder Images Digital se tient en octobre 1986. Il organise et dirige l'exposition et présente aussi ses propres œuvres. Il publie un catalogue de l'exposition intitulé Bilder Images Digital, Computerkünstler in Deutschland ’86. L'affiche de l'exposition porte le slogan Le message transmis par l'image est au cœur de l'exposition. C'est ce que Kempkens souligne aussi dans la préface du catalogue, lorsqu'il dit : Nous exposons des images. Il tient ici à se démarquer nettement de l'infographie et pense déjà à la prédominance à venir des mondes visuels numériques.
Parallèlement à l'exposition, il organise à la Galerie der Künstler un symposium, animé par Richard Kriesche, et un atelier. Il invite entre autres au symposium les pionniers de l'art numérique, Frieder Nake et Georg Nees. Le critique du journal munichois Abendzeitung, Peter M. Bode, décrit ainsi les débats du symposium : les artistes numériques se mènent donc une lutte à couteaux tirés […] on a dû assister à des discussions tout aussi passionnées aux débuts de la photographie. Georg Nees écrit dans une lettre à l'éditeur publiée par la revue BilderDigital : C'est avec une grande satisfaction que je puis dire que je n'ai encore jamais vécu, dans l'histoire encore toute jeune de l'art numérique, un événement aussi marquant que le symposium de Munich. Nees avait réalisé pour l'exposition une nouvelle série de dessins d'architecture pour un monde ludique. Nees relève aussi dans sa lettre qu'il a apprécié les entretiens qu'il a eus lors du symposium avec les artistes numériques de la nouvelle génération.
L'atelier offre pour la première fois en Allemagne la possibilité aux visiteurs, jeunes et vieux, d'une exposition d'art d'expérimenter eux-mêmes sur six ordinateurs Amiga 1000, avec station vidéo connectée et une imprimante couleur, leur permettant de dessiner des images et de les imprimer en couleur. Les images, converties d'analogique en numérique par la station vidéo, pouvaient ensuite être manipulées et les résultats également être imprimés en couleur.
Pour l'exposition Bilder Images Digital, Kempkens démolit et broie un ordinateur IBM et désigne cette action et performance par le terme Computerburger. Cette machine avait coûté, dix bonnes années plus tôt, environ un million de marks à l'entreprise qui l'avait achetée. L'action a lieu en septembre 1986 dans une installation de recyclage pour voitures et autres objets, à Munich, et fait l'objet d'une vidéo. Les restes de l'ordinateur, empaquetés dans un réceptacle, sont exposés sous le nom de Computerburger dans le hall d'entrée de la Galerie der Künstler et la vidéo y est présentée,.
À partir de 1987 suivent d'autres expositions de ses œuvres. Ferdinand Ullrich lui demande de réaliser pour l'exposition Arbeit und Rhythmus (Travail et Rythme) tenue en 1987 à l'occasion du 41e Festival de la Ruhr à Recklinghausen le jeu informatique Zeche Recklinghausen II. Das Abenteuer ein Bergmann zu sein. 1903–1913 (Mine de Recklinghausen II. L'aventure d'être un mineur. 1903-1913), dont Ullrich avait lui-même conçu l'idée. Il est invité en 1987 à l'exposition collective Entgrenzte Grenzen 1 (Frontières estompées 1) à la Künstlerhaus (Maison des artistes) de Graz. Un symposium est tenu à ce sujet à Venise.

### Montréal
En février 1986, Kempkens est contacté par Hervé Fischer, de Montréal. Fischer avait fondé avec sa partenaire Ginette Mayor l'entreprise La Cité des arts et des nouvelles technologies de Montréal pour réaliser l'exposition Images du Futur à Montréal. Fischer invite Kempkens à présenter ses Images numériques à l'exposition, qui se tient pour plusieurs mois, à partir de mai 1986, au Vieux-Port de Montréal. Kempkens envoie ses œuvres à Montréal. Ses Images numériques sont également exposées en 1987, 1990, 1991 et 1994 à l'exposition Images du Futur. Une de ses images est d'ailleurs sélectionnée pour la page de titre du catalogue et l'affiche de l'exposition Image du Futur ’90. L'ensemble des archives de l'exposition Images du Futur est aujourd'hui en possession de la Fondation Daniel Langlois et peut être utilisé en ligne à des fins de recherche.
En 1991, il est invité par Fischer et Mayor à l'exposition Images du Futur, à Montréal. Il accepte l'invitation et reste à Montréal après l'exposition. Fischer, qui connaît les photos d'architecture réalisées par Kempkens à Munich, l'invite à prendre de « belles photos » du Vieux-Montréal. Kempkens se charge de cette tâche, qui constitue un défi particulier, car toutes les maisons du Vieux-Montréal ont déjà fait l'objet de descriptions architectoniques détaillées et de photos. Phyllis Lambert, fondatrice du Centre canadien d'architecture (CCA) à Montréal, habite elle-même dans le quartier et a dressé l'une des premières documentations à ce sujet. C'est elle qui fait confier à Ludwig Mies van der Rohe la construction du Seagram Building à New York.

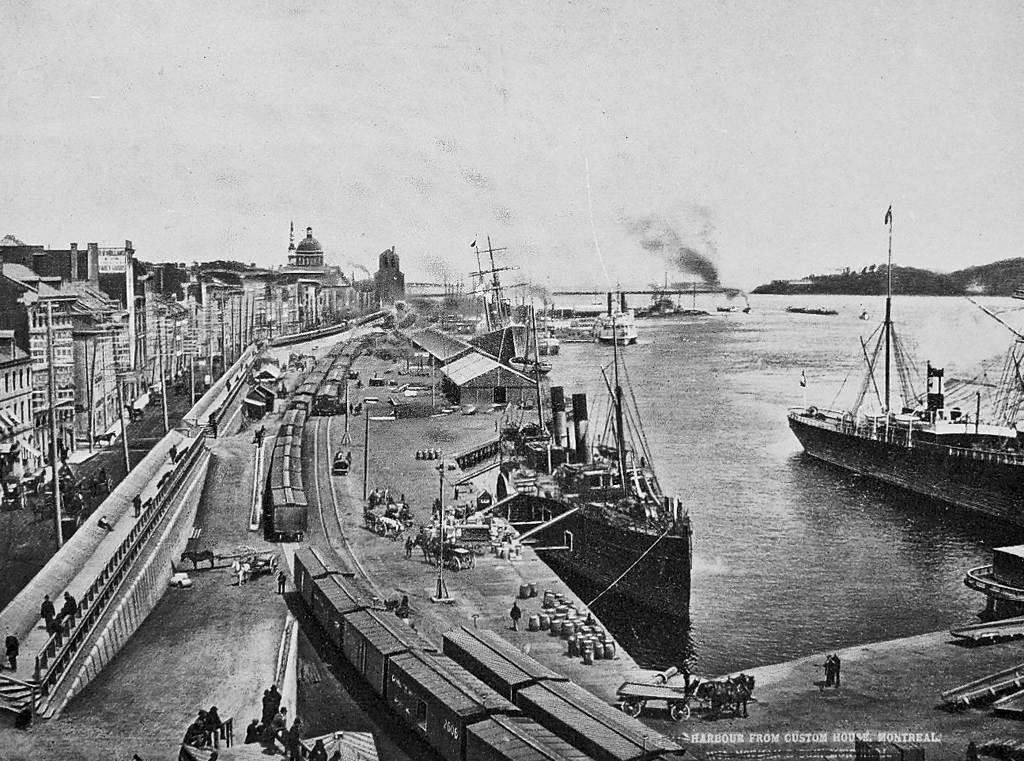
Vieux port de Montréal (photo datant d'environ 1899)

Les photos du Vieux-Montréal réalisées par Kempkens sont exposées en 1992 à la galerie Le Compagnonnage, créée par lui-même. Il édite à ce sujet le livre Pierres de chants de Montréal. Le texte de Monique Brunet-Weinmann La Dialectique du Mur et de la Voie en décrit ainsi le résultat : « En cette année du trois cent cinquantième anniversaire de sa fondation, il est admirable qu’un citoyen nouveau-venu nous rappelle le plan fondateur de Ville-Marie, dessiné par les solides fondations de ses bâtiments. Puisse-t-on entendre ces pierres des Chants (…) ». Brunet-Weinmann compare ces photos aux gravures de Paris réalisées par Charles Meryon à l'époque de Baudelaire. Les bâtiments du Vieux-Montréal ne sont pas photographiés isolément, comme il est d'usage dans la photographie d'architecture, mais l'artiste les montre dans l'environnement urbain qui s'est développé autour d'eux. Les photos d'architecture du Vieux-Montréal sont à nouveau présentées en 1997, à l'occasion du Mois de la Photo dans une exposition personnelle au Marché Bonsecours à Montréal.
À l'automne 1992, Kempkens est invité par Jacques Charbonneau, fondateur du Centre Copie-Art à Montréal, à devenir artiste résident à la Galerie Arts Technologiques du Centre Copie-Art. Il y tient en janvier 1993 sa première exposition personnelle sous le titre Que cherche le prince dans la forêt ?. Il devient membre actif du groupe Centre Copie-Art. Puis suivent d'autres expositions individuelles et collectives à la galerie Arts Technologiques et dans d'autres galeries de Montréal.

### Retour en Rhénanie
En 1999, Kempkens revient en Allemagne ; il vit aujourd'hui en Basse-Rhénanie. À partir de 2000, il présente des photos tant analogiques que numériques à plusieurs expositions en Allemagne, comme par exemple au festival Duisburger Akzente. Il fait connaissance, lors de ces expositions et de séances de lecture, avec de nouveaux artistes, notamment Oskar Fahr, poète, journaliste et philosophe, qui pousse Michael Arenz, éditeur de la revue Der Mongole wartet, à publier un article sur Kempkens. Fahr rédige un texte sur Kempkens pour l'édition de 2002 et reprend ses photos numériques pour y illustrer ses propres poèmes. Fahr note au sujet des photos de  Kempkens : « Ces fées et ondines, la plupart du temps au premier plan, sont nues et jouent ensemble lorsqu'elles sont à deux. L'artiste numérique rappelle Arnold Böcklin. Les filles du Rhin de Kempkens ont une présence manifeste et sont génératrices de présent ». Fahr se réfère dans son texte aux images de l'exposition Provider In Another Time au 23e festival Duisburger Akzenten. Kempkens opère, à Duisbourg comme à Montréal, une fusion entre les images des jeunes femmes de la ville, l'architecture urbaine actuelle et les paysages du Rhin. On se souvient ici du thème et des images de l'exposition Que cherche le prince dans la forêt ?, où le prince cherche la princesse dans la ville moderne et non dans la forêt des contes. Arenz publiera plus tard des poèmes et images de Kempkens dans l'édition 2004 de sa revue, sous le titre Satori à Montreal.
En novembre 2014, des photos d'architecture de Kempkens datant de 1975 sont publiées dans le livre Helmut von Werz – Ein Architektenleben 1912–1990 et présentées à l'exposition Helmut von Werz, à la Architekturgalerie de Munich,.

## Œuvres
- Yes, But a computer says more than a tausend pictures! ’landscap 8 (1983)[43].

### Catalogues
- Bilder Images Digital – Computerkünstler in Deutschland ’86, Barke Verlag, Munich 1986.
- Pierres des chants de Montréal: Vieux Montréal – Old Montreal, Galerie Le Compagnonnage, Montréal 1992.
- Was sucht der Prinz im Wald? Que cherche le prince dans la forêt? What is the prince looking for in the forest?, Le Centre Copie-Art Montréal, Munich 1993.

## Expositions

### Expositions personnelles
- 1984 : Digital Art, Galerie Kunstlicht, Munich.
- 1986 : Alex Kempkens, Galerie E, Zurich.
- 1993 : Que cherche le prince dans la forêt?, Galerie Arts Technologiques, Montréal.
- 1994 : Les Courants Nocturnes, Galerie Arts Technologiques, Montréal.
- 1997 : Pierres des chants de Montréal, Galerie Le Compagnonnage, Montréal.
- 2001 : La fée de Montréal danse pour moi, Galerie Gerber, Duisbourg.

### Expositions collectives
- 1962–1968 : Deutscher Jugendfotopreis (prix du Concours allemand de jeunes photographes), photokina, Cologne.
- 1968/1969 : World Press Photo.
- 1970 : V. Interpressfoto, Prague.
- 1971/1972 : World Press Photo.
- 1986 : Images du futur, Montréal.
- 1986 : Bilder Images Digital, Munich.
- 1986 : SIGGRAPH, Dallas.
- 1987 : Das Abenteuer ein Bergmann zu sein, 1903–1913, Museum Recklinghausen.
- 1987 : Images du Futur, Montréal.
- 1987 : Entgrenzte Grenzen, Graz.
- 1987 : F.A.U.S.T Forum des Arts de L’Univers Scientifique et Technique, Toulouse.
- 1988 : Bavarian Art Nowadays, Le Caire, Alexandrie.
- 1989 : 25 Jahre Computerkunst, BMW Pavilion, Munich.
- 1990 : Images du Futur, Montréal.
- 1991 : Images du Futur, Montréal.
- 1994 : Immigrant. Images du Futur, Montréal.
- 1994 : La marche pour la liberté, Galerie Arts Technologiques, Montréal.
- 1995 : La fille et son Chat-cheval, Galerie CIRKA, Montréal.
- 1996 : Atrium Verre, Centre Copie-Art dans le cadre de l'ISEA, Montréal.
- 1997 : Don Quichotte, Centre Copie-Art, Montréal.
- 1999 : Tête ou Bitch, Conseil de la sculpture du Québec, Montréal.
- 2000 : Provider in an other time, Projekt ArtCrossing, 23e Duisburger Akzente.
- 2014 : Helmut von Werz – Ein Architektenleben 1912–1990, Architekturgalerie, Munich.

## Distinctions
- Jugend und Alter (Jeunesse et vieillesse), prix du Concours allemand de jeunes photographes 1968.
- Demonstrant und Polizei (Manifestant et police), Munich, médaille d'argent, Ve Interpressfoto, Prague, 1970.
- Natur als Baumeister, photographie endoscopique, distinction, Concours calendrier Kodak, Stuttgart, 1978.